# Добролюбова Марія Михайлівна
Марія Михайлівна Добролюбова (рос. Мария Михайловна Добролюбова; 22 липня 1880, Фраскаті, Італія — 11 (24) грудня 1906, Санкт-Петербург) — російська революціонерка, педагог. Сестра російського поета Олександра Добролюбова.

## Біографія
Батько Марії — Михайло Добролюбов — був далеким родичем російського літературного критика й публіциста Миколи Добролюбова. Батько став дійсним статським радником, заслужив право на дворянство.
1892 року, коли помер батько, сім'я переїхала до Санкт-Петербурга. 1898 року Марія, закінчивши Смольний інститут шляхетних дівчат із відзнакою та педагогічні курси при ньому, вступила на медичні курси. На початку 1900-х років вона організувала в Петербурзі школу для бідних дітей. Відвідувала в місті Релігійно-філософські зібрання.
Під час російсько-японської війни 1904—1905 років Марія Добролюбова служила сестрою милосердя. 1905 року повернулася до Петербурга, де після деяких коливань примкнула до есерів. Виступала на мітингах, розповідаючи про становище солдатів на фронті.
У 1905—1906 роках Марія мешкала в селі Бутирки Тульської губернії, викладала в школі для селянських дітей, проводила революційну пропаганду. Селяни попередили Добролюбову, що готується її арешт. Вона втекла до Петербурга, де її заарештували та відправили до в'язниці в Тулі.
Восени 1906 року Марія Добролюбова повернулася в Санкт-Петербург у стані важкої депресії. Померла від сердечного приступу під час епілептичного припадку. За іншою версією, як член бойової групи есерів мала здійснити терористичний акт, але покінчила життя самогубством. Похована на Новодівочому цвинтарі в Санкт-Петербурзі.